# Douglas XB-42 Mixmaster
El Douglas XB-42 Mixmaster fue un avión bombardero experimental, diseñado para alcanzar altas velocidades. La poco convencional propuesta consistía en montar dos motores en el interior del fuselaje conectados a un par de hélices contrarrotativas montadas en la cola, en configuración propulsora, dejando el ala y el fuselaje limpios de protuberancias que aumentaran la resistencia.
Fueron construidos dos prototipos, pero el final de la Segunda Guerra Mundial cambió las prioridades, y la llegada del motor a reacción presentó una alternativa para conseguir altas velocidades.

## Diseño y desarrollo
El XB-42 fue desarrollado inicialmente como una aventura privada; una propuesta no solicitada fue presentada a las Fuerzas Aéreas del Ejército de los Estados Unidos en mayo de 1943. Resultó en un contrato de la Fuerza Aérea por dos prototipos y un fuselaje para pruebas estáticas, viendo las USAAF una posibilidad interesante de encontrar un bombardero con el alcance del Boeing B-29 Superfortress sin su tamaño ni su coste.
El avión montaba un par de motores V-12 refrigerados por líquido Allison V-1710-125 detrás de la cabina de la tripulación, cada uno de ellos impulsando una de las hélices gemelas. Las entradas de aire estaban en el borde de ataque del ala. El tren de aterrizaje era triciclo y fue dotado de una amplia cola cruciforme de cuatro superficies, cuya aleta/timón ventral evitaba que las hélices coaxiales golpearan el suelo. El piloto y el copiloto se sentaban bajo sendas cubiertas gemelas de burbuja, y el bombardero lo hacía en el extremo frontal detrás de una proa de plexiglás.
El armamento defensivo era de dos ametralladoras de calibre .50 in (12,7 mm) a cada lado del borde de fuga del ala, que se retraían dentro del ala cuando no estaban en uso. Estas armas eran apuntadas por el copiloto desde una estación de observación en la parte trasera de su cabina. Las armas tenían un área de fuego limitado y sólo podían cubrir la parte trasera, pero con la alta velocidad del avión, se pensó que sería improbable que los cazas interceptores pudieran atacarle desde cualquier otro ángulo.
Dos armas más fueron instaladas para hacer fuego directamente hacia delante. Inicialmente ordenado como avión de ataque (XA-42) en el verano de 1943, esta variante habría estado armada con 16 ametralladoras, o un cañón de 75 mm y dos ametralladoras.

## Historia operacional

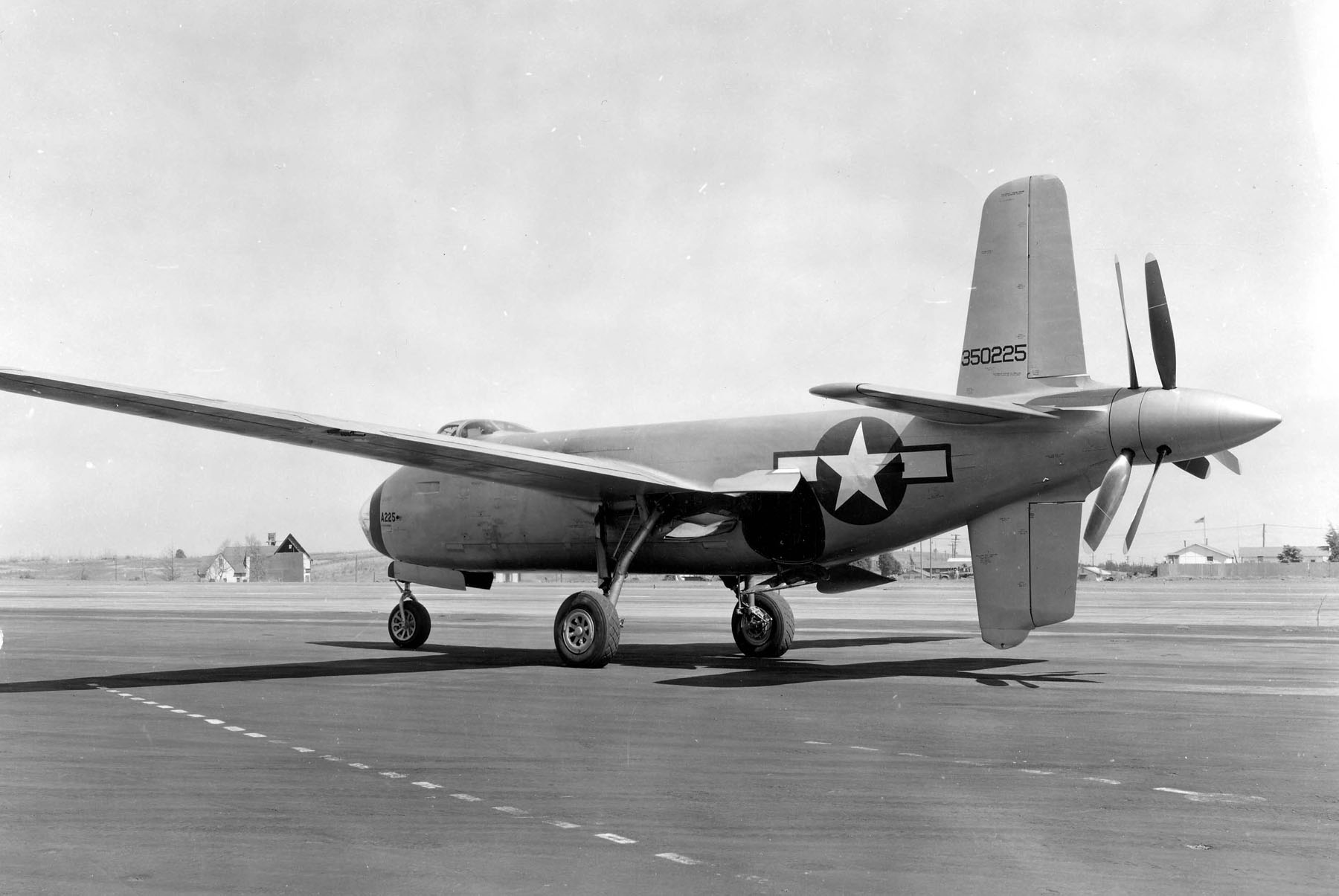
Vista de las hélices contrarrotativas y cola cruciforme.

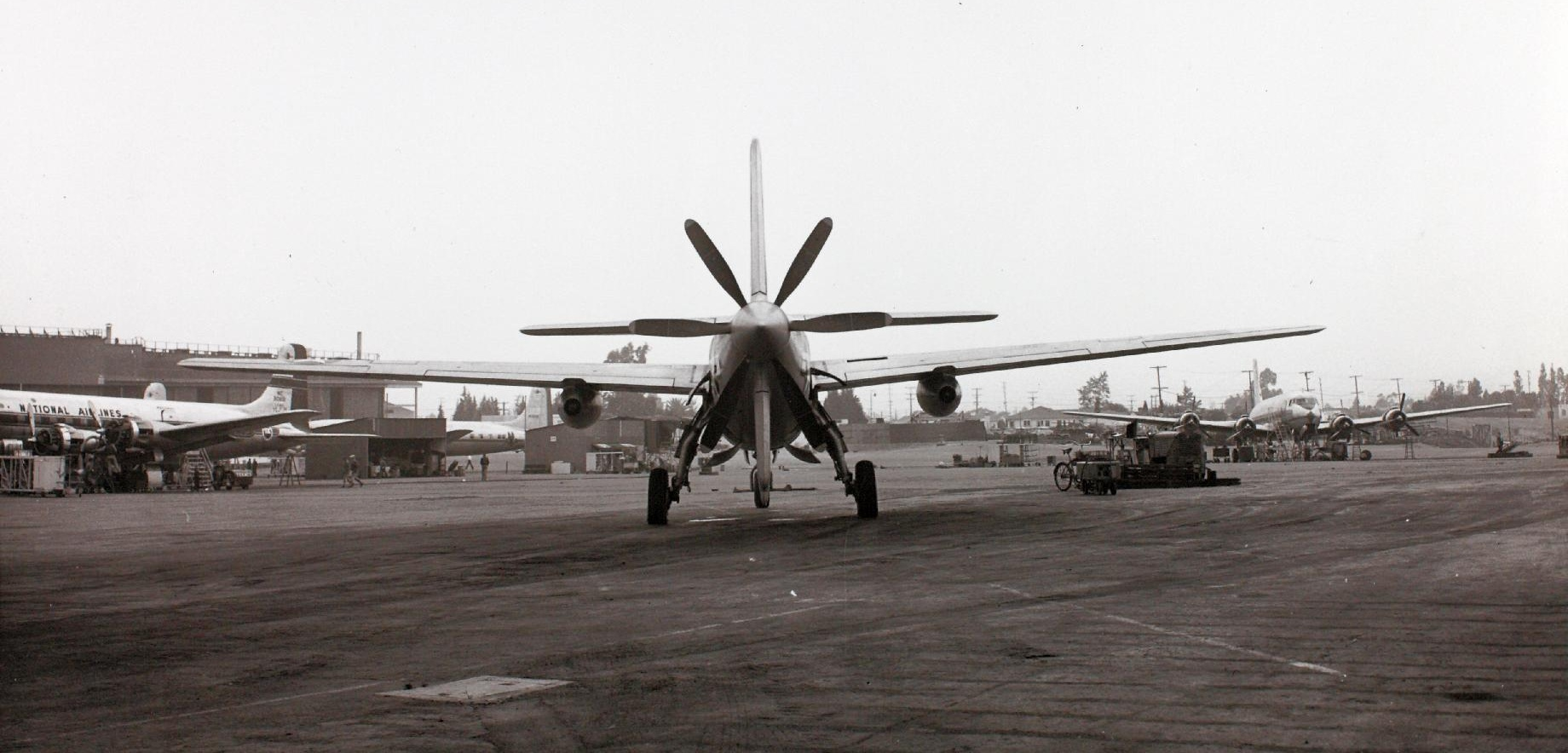
Vista trasera del XB-42A en mayo de 1947.

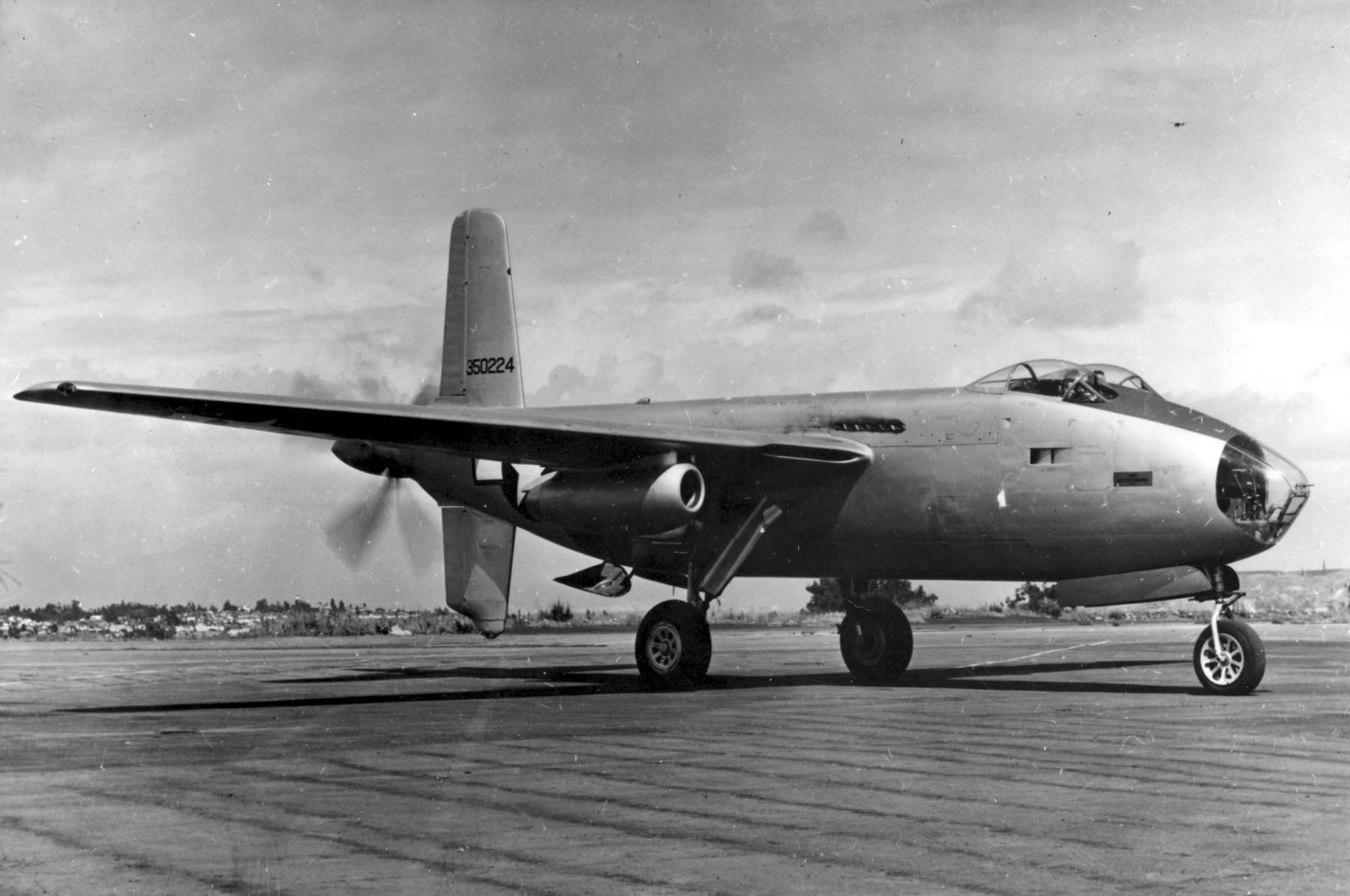
XB-42A con motores a reacción 19XB-2 en soportes subalares.

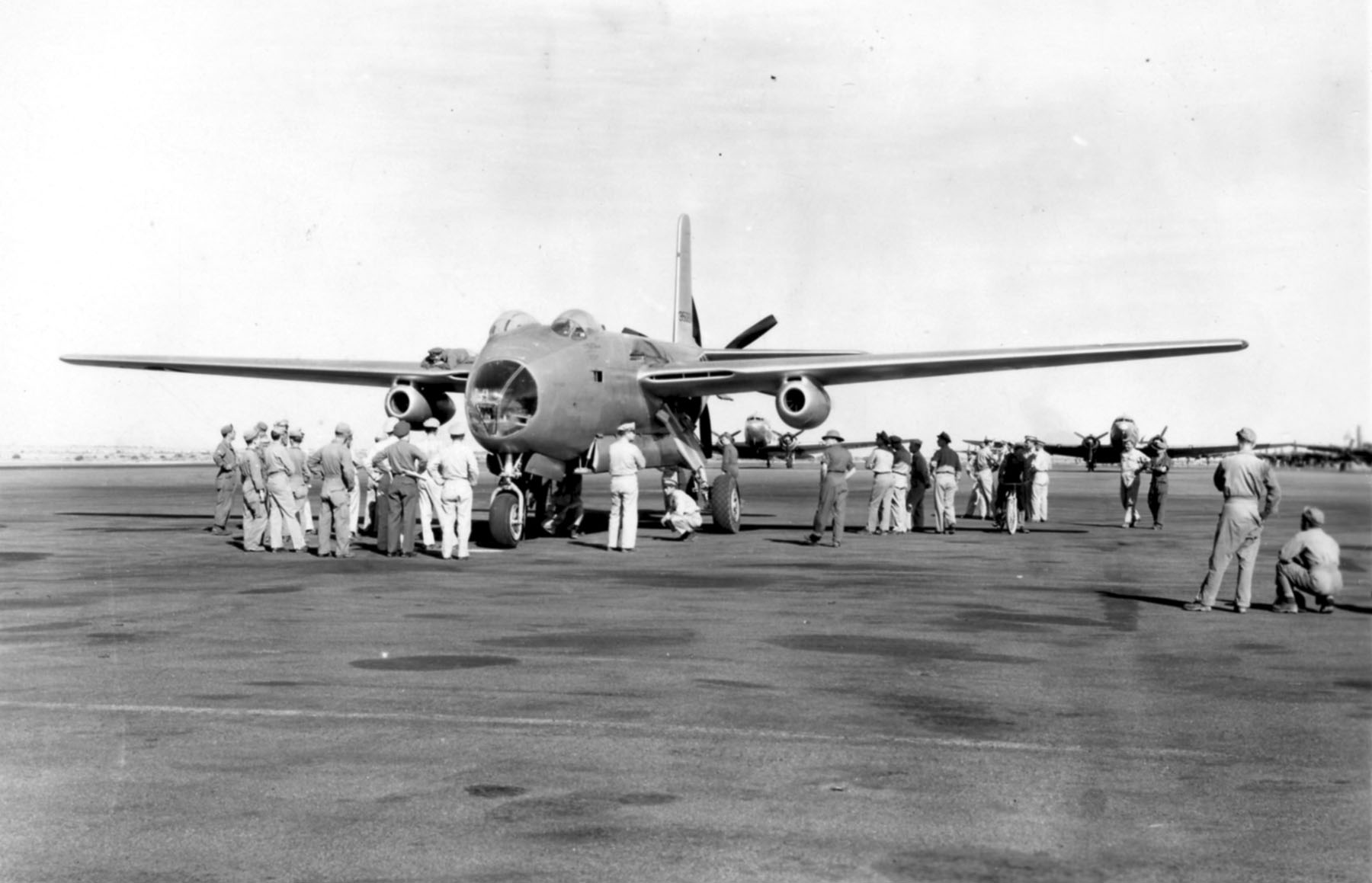
XB-42A.

El primer XB-42 fue entregado a la Fuerza Aérea del Ejército y volado en Palm Springs, California, el 6 de mayo de 1944. Las prestaciones eran excelentes, siendo básicamente como las descritas en la propuesta original: tan rápido o más que el de Havilland Mosquito pero con armamento defensivo y el doble de carga de bombas. Las cubiertas gemelas de burbuja demostraron ser una mala idea para las comunicaciones, que se vieron afectadas de forma adversa, y después del primer vuelo, fueron sustituidas por una cubierta de burbuja simple.
Las pruebas revelaron que el XB-42 sufría de cierta inestabilidad así como una guiñada excesiva, también vibraciones y una pobre refrigeración del motor (problemas que probablemente podrían haber sido resueltos). Debido a que el estabilizador vertical y timón estaba localizado por debajo del fuselaje, se requería un manejo cuidadoso durante el carreteo, despegue y aterrizaje, ya que la luz libre hasta el suelo era limitada.
El final de la Segunda Guerra Mundial permitió considerar a la Fuerza Aérea las posibilidades con un poco más de tiempo y se decidió a esperar por el desarrollo de mejores bombarderos a reacción antes que continuar con el programa B-42.
En diciembre de 1945, el capitán Glen Edwards y el teniente coronel Henry E. Warden establecieron un nuevo récord transcontinental de velocidad, cuando volaron el XB-42 desde Long Beach, California, hasta la Base Bolling de la Fuerza Aérea en Washington D. C. (unas 2300 millas). En justo 5 horas, 17 minutos, el XB-42 estableció un récord de velocidad en 433,6 mph (697,8 km/h).
El prototipo XB-42 rompe-récords se destruyó en un accidente en Bolling Field, atribuido a un fallo en el tren de aterrizaje, pero el otro fue usado en programas de pruebas de vuelo, incluyendo la realización de una propuesta de Douglas de diciembre de 1943, en la que fue equipado con motores repotenciados y motores subalares a reacción de flujo axial Westinghouse 19XB-2A con un empuje unitario de 1600 lbf (7,1 kN), por lo que fue designado XB-42A.
En esta configuración, voló por primera vez en Muroc (hoy Base de Edwards de la Fuerza Aérea) el 27 de mayo de 1947. En las pruebas, alcanzó 488 mph (785 km/h). Después de 22 vuelos, el estabilizador vertical y timón inferior fue dañado en un aterrizaje brusco en 1947. El XB-42A fue reparado, pero nunca voló de nuevo y fue retirado del inventario de la Fuerza Aérea del Ejército el 30 de junio de 1949.

## Variantes
XA-42
Designación inicial como avión de ataque. Cambiada a XB-42.
XB-42
Prototipo de avión bombardero. Dos construidos:
- Prototipo 1 (wNr:3502224): cabina de doble burbuja. Sin armas.
- Prototipo 2 (wNr:3502225): cabina única. Armado en las alas (nunca se llegó a usar).
XB-42A
Un XB-42 modificado con motores repotenciados y la adición de dos motores a reacción bajo las alas.

## Operadores
Estados Unidos
- Fuerzas Aéreas del Ejército de los Estados Unidos

## Supervivientes
El programa XB-42 se canceló en 1948.
- Prototipo 43-50224: almacenado a la espera de restauración en el Hangar de Restauración del Museo Nacional de la Fuerza Aérea de Estados Unidos en Dayton (Ohio).[8] El prototipo fue donado al Museo Nacional del Aire y el Espacio de Estados Unidos, a cuyo cuidado quedó aunque nunca fue puesto en exhibición. Las alas fueron desmontadas para el transporte pero se perdieron accidentalmente. En 2010, el fuselaje fue transferido, junto con el Douglas XB-43 Jetmaster, al Museo Nacional de la Fuerza Aérea en Dayton, Ohio, donde están esperando restauración en los Hangares de Restauración. Una vez completada, serán exhibidos en el Hangar de Aviones Experimentales del Museo.[9]
- Prototipo 43-50225: accidentado en Bolling Field.[8]

## Especificaciones (XB-42)
Referencia datos: McDonnell Douglas Aircraft since 1920

### Características generales
- Tripulación: Tres (piloto, copiloto/artillero, y bombardero)
- Longitud: 16,4 m (53,7 ft)
- Envergadura: 21,5 m (70,5 ft)
- Altura: 5,7 m (18,8 ft)
- Superficie alar: 51,6 m² (555,4 ft²)
- Peso vacío: 9475 kg (20 882,9 lb)
- Peso máximo al despegue: 16 194 kg (35 691,6 lb)
- Planta motriz: 2× motor lineal V-12 refrigerado por líquido Allison V-1710-125.
  - Potencia: 988 kW (1362 HP; 1344 CV) cada uno.
- Hélices: Tripala contrarrotativa

### Rendimiento
- Velocidad máxima operativa (Vno): 660 km/h (410 MPH; 356 kt)
- Velocidad crucero (Vc): 502 km/h (312 MPH; 271 kt)
- Alcance: 2895 km (1563 nmi; 1799 mi)
- Alcance en ferry: 8700 km
- Techo de vuelo: 8960 m (29 396 ft)

### Armamento
- Ametralladoras: 

  - 6 x Browning M2 de 12,7 mm (dos torretas dobles de fuego trasero y dos fijas de tiro frontal)
- Bombas: 3629 kg

## Aeronaves relacionadas

### Desarrollos relacionados
- Douglas XB-43 Jetmaster
- DC-8

### Secuencias de designación
- Secuencia A-_ (Aviones de Ataque del USAAS/USAAC/USAAF, 1924-1947): ← A-39 - A-40 - A-41 - A-42 - A-43 - A-44 - A-45 →
- Secuencia B-_ (Bombarderos del USAAC/USAAF/USAF, 1926-1962): ← B-39 - B-40 - B-41 - B-42 - B-43 - B-44 - B-45 →